# 阿扎瓦德民族解放运动
阿扎瓦德民族解放运动（簡稱MNLA），以前的名称是阿扎瓦德民族运动（法語：Mouvement national de l'Azawad，簡稱MNA）是活动于马里阿扎瓦德地区一个政治军事组织。该组织据说由图阿雷格人组成，曾经协助利比亚政府军作战，但是一些图阿雷格人站在利比亚全国过渡委员会一边。利比亚内战于2011年10月结束后，阿扎瓦德民族解放运动随即宣布成立，并包含其他撒哈拉部落人。马里政府指控该组织与伊斯兰马格里布基地组织有联系，但是MNLA否认这一指控。

## 历史

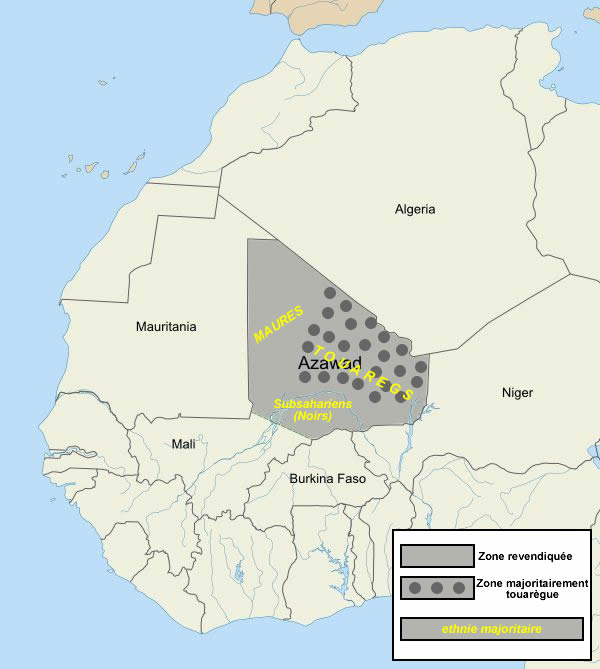
阿扎瓦德地区

从1916年（那时候是法属殖民地时期）以来，至少有5次图阿雷格叛乱。2011年卡扎菲政府被推翻后，在利比亚政府军中的一些图阿雷格人转移到马里北部。这些军事人员与马里北方图阿雷格运动（Northern Mali Tuareg Movement）融合，组建了阿扎瓦德民族解放运动。由于利比亚内战及战后利比亚国内混乱局势，大量重武器、弹药流散到撒哈拉部落地区。这大大加强了图阿雷格人的军事实力。

阿扎瓦德民族解放运动所要建立的阿扎瓦德国家的国旗

马里政府指控阿扎瓦德民族解放运动与伊斯兰马格里布基地组织有联系，但阿扎瓦德民族解放运动否认这一指控。
阿扎瓦德民族解放运动组建于2011年10月。但其前身据说建立时间要早近一年。相較於其他有關組織，MNLA把自己定位解放所有阿扎瓦德人民（桑海人、阿拉伯人、富拉尼人和圖阿雷格人）的運動。

## 独立战争
阿扎瓦德民族解放运动在2012年1月开始了武装军事斗争，目的是要解放在政府控制下的三个半大区以赢得阿扎瓦德的独立。

阿扎瓦德民族解放运动在马里北方的军事战斗（所控制的城市用圈标示）。

在2012年1月，阿扎瓦德民族解放运动攻占了昂代郎布坎（Andéramboukane）、梅纳卡（Menaka）、泰萨利特（Tessalit）、尼亚丰凯（Niafunké）、阿盖洛克（Aguelhoc），控制了马里北方部分地区。还攻占了马里第5大城镇莱雷（Léré）。在2012年1月，阿扎瓦德民族解放运动宣布击落一架马里空军的米格-21战斗机，使用的是北约空投给利比亚反卡扎菲军事力量的地对空导弹。马里空军也使用了米-24“雌鹿”或直-9“海豚”武装直升机用机炮对地轰击。2月4日，阿扎瓦德民族解放运动攻击了马里最东北部的大区首府基达尔(Kidal)，意图占领该城镇，控制那里的两个军事基地。同时，在马里南部政府控制区巴马科的图阿雷格人因此担心遭到报复而开始撤离。国际红十字委员会说3,500人逃入毛里塔尼亚，10,000人逃入尼日尔以躲避战乱。2月8日，马里政府军放弃了在阿尔及利亚边境上的城镇廷扎瓦滕（Tinzaouaten），在此前战斗中政府军阵亡1人、负伤2人，阿扎瓦德民族解放运动也有1人阵亡、1人受伤，但控制该地后虏获了两个军事基地存储的武器弹药。联合国宣布有超过20000人逃到了邻国布基纳法索、毛里塔尼亚、尼日尔，并警告由于战乱将导致食品短缺。 总计有100000人流离失所成为难民，至少四分之一进入尼日尔。西非国家经济共同体计划派遣暴力冲突调查组，并谴责暴力行动、号召对马里政府提供后勤支援。
2012年4月6日，阿扎瓦德民族解放运动宣布独立战争胜利结束，阿扎瓦德独立。
2012年5月26日，阿扎瓦德民族解放運動與伊斯蘭武裝組織伊斯蘭衛士宣佈達成合併協議，建立一個伊斯蘭國家。稍後有報道指阿扎瓦德民族解放運動決定退出協議，與伊斯蘭衛士保持距離。雙方持續衝突，在6月的加奧之戰，伊斯蘭衛士與西非聖戰統一運動合力擊敗阿扎瓦德民族解放運動，伊斯蘭衛士隨後宣佈控制了馬里北方所有城市。

## 领导层
创立时的一位领导人是Moussa Ag Acharatoumane。该组织另一位有影响力的领导人是Ibrahim Ag Bahanga（其岳父Hama Ag Sid’Ahmed是该地区以前叛乱组织的发言人），但于2011年8月26日死亡于利比亚。该组织军事领导人是Ag Mohamed Najem上校，是马里本地图阿雷格人。该组织大约有40位军官，阿扎瓦德民族解放运动总书记是Bilal Ag Cherif，发言人是Hama Ag Sid'Ahmed，居住在欧洲。